# 都饅頭 (三重県)

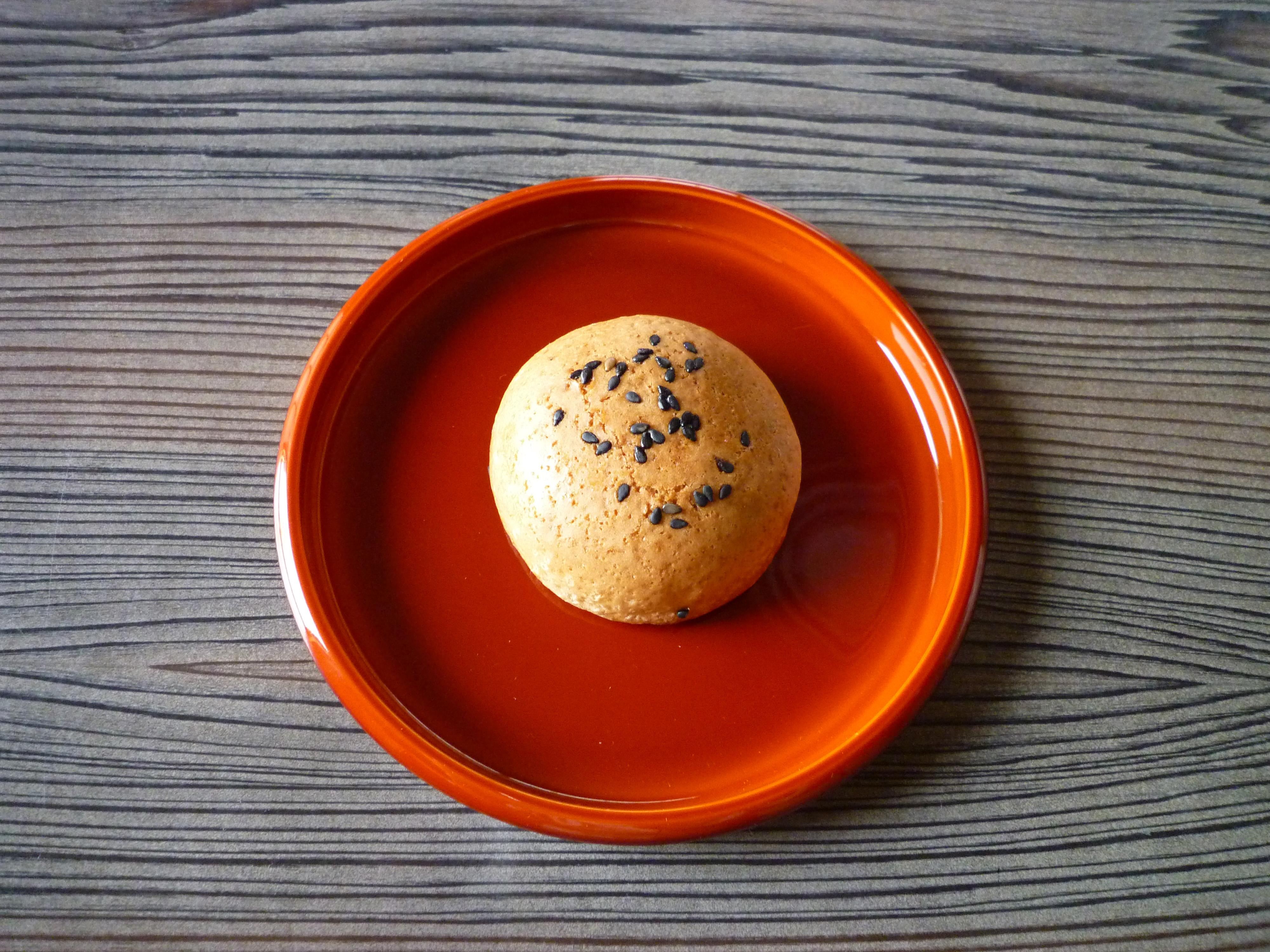
都饅頭

都饅頭（みやこまんじゅう、都まんじゅう）は和菓子で、焼き饅頭の一種。主に三重県で親しまれている。
原材料は小豆、小麦粉、砂糖、卵、蜂蜜、黒ごま、膨張剤など。表面に黒ごまがちりばめられ、中に、こし餡が入っている。比較的、日持ちすることもあり、贈答、仏事の品などとして、よく利用される。
三重県桑名市が発祥とされ、名産となっている。かつて桑名市馬道に存在した和菓子店が大正年間に都饅頭を創作したとされる。近年では、製造・販売店が北勢地域に拡大し、広く親しまれている。製造・販売を行う和菓子店は多数あるが、代表的な店としては、創始した店の縁戚ということもあって元祖の称号を受け継いでいる花乃舎（桑名市南魚町）などがあげられる。